# Liechtenstein nos Jogos Olímpicos de Inverno de 1960
Liechtenstein participou dos Jogos Olímpicos de Inverno de 1960 na estação de esqui de Squaw Valley, nos Estados Unidos. Nessa edição dos jogos o país não teve medalhistas.